# De Rust
De Rust este un oraș din provincia Wes-Kaap, Africa de Sud.